# موقع كورشان التاريخي الحكومي
موقع كورشان التاريخي الحكومي هو منتزه وطني في إيسترو بولاية فلوريدا يقع على الطريق السريع 41 بالولايات المتحدة عند طريق كوركسكرو. وقد أضيفت أيضًا إلى السجل الوطني للأماكن التاريخية في 4 مايو 1976، تحت مسمى منطقة وحدة كورشان التاريخية.
تحتوي على مناطق موطن غابات الصنوبر وموقع المستعمرة الدينية لوحدة كورشان، التي قام آخر أعضائها بمنح الأرض للدولة في عام 1961.

## معرض الصور

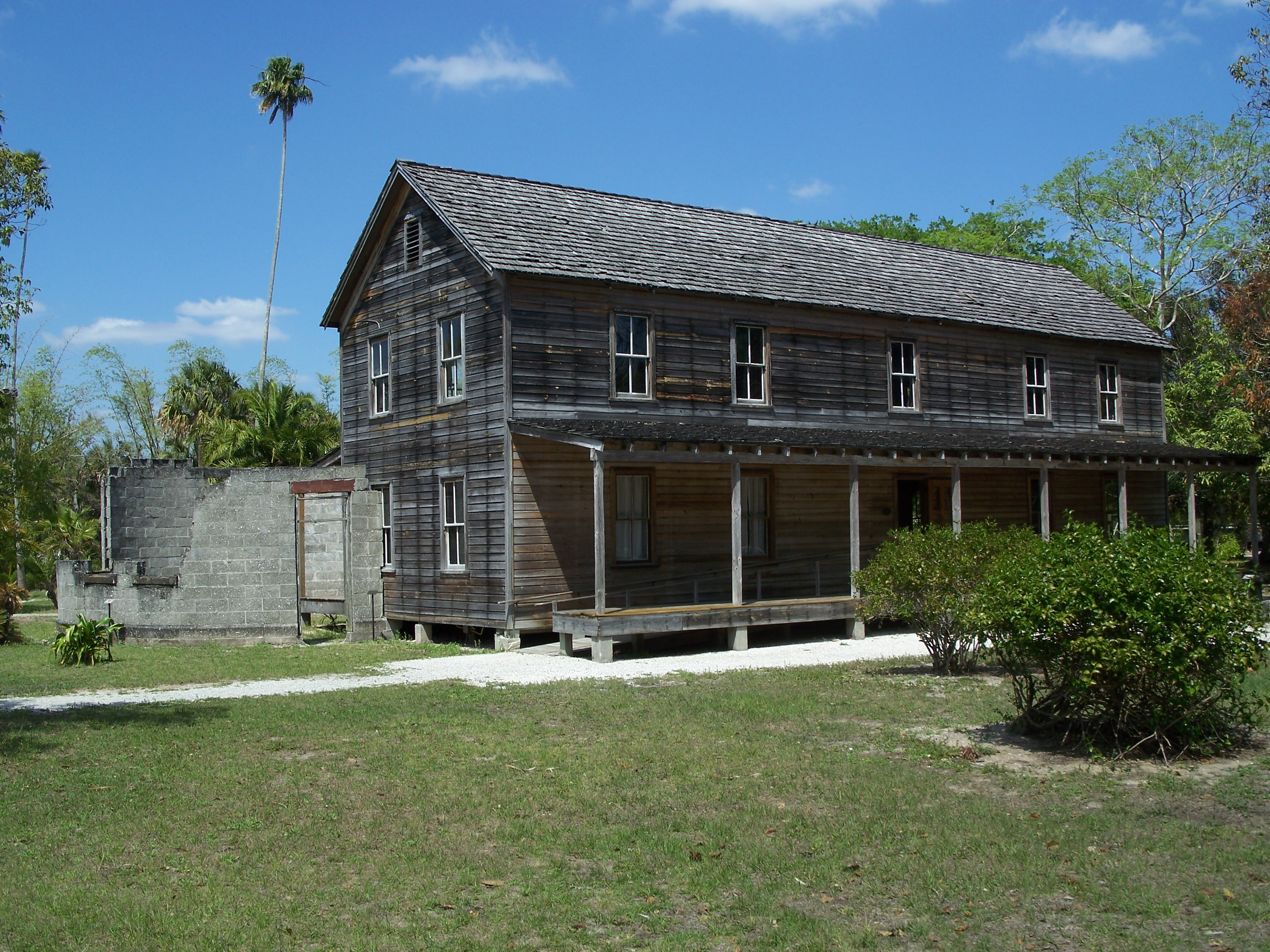
بيت المؤسس.
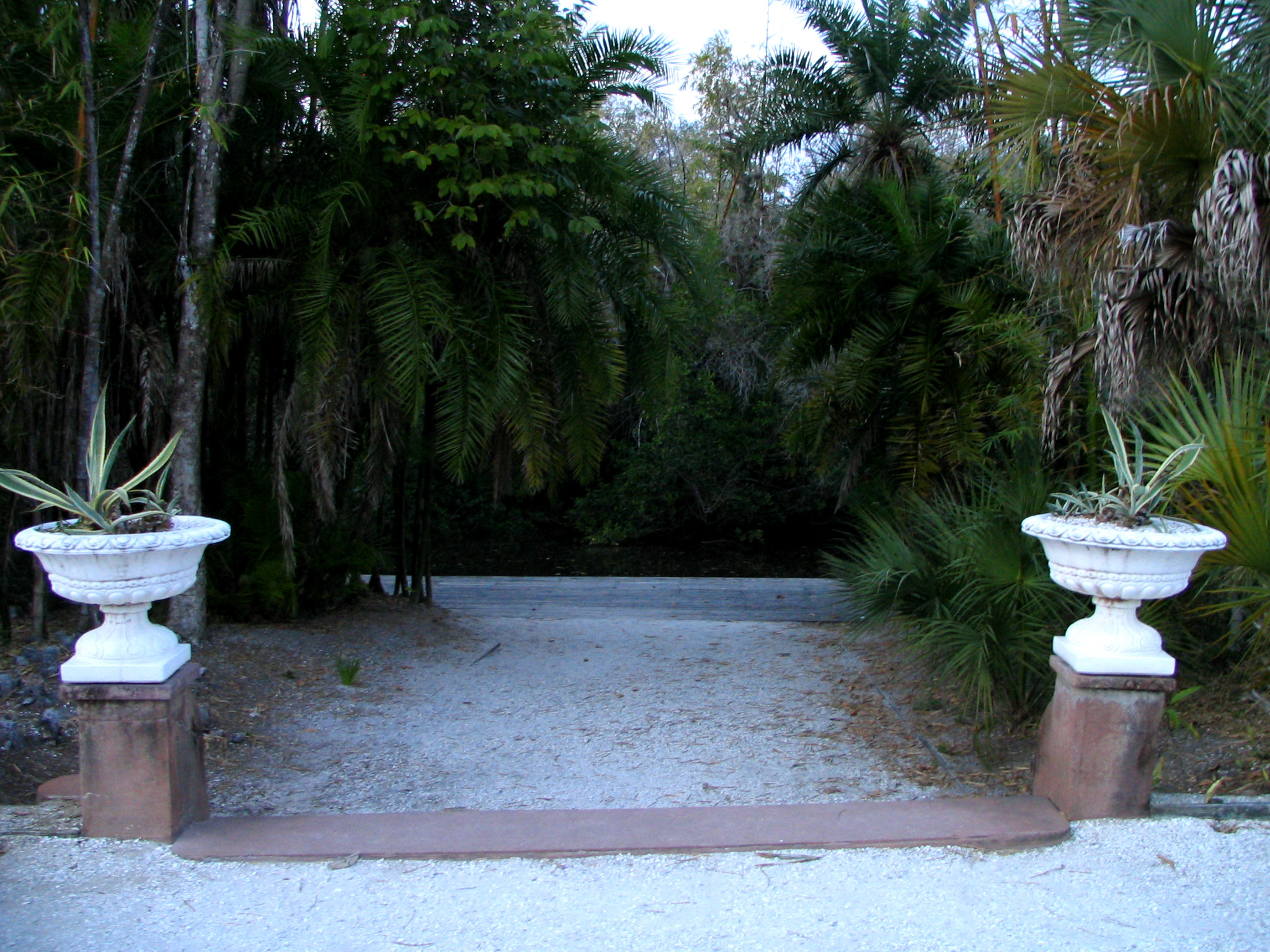
هبوط الخيزران.
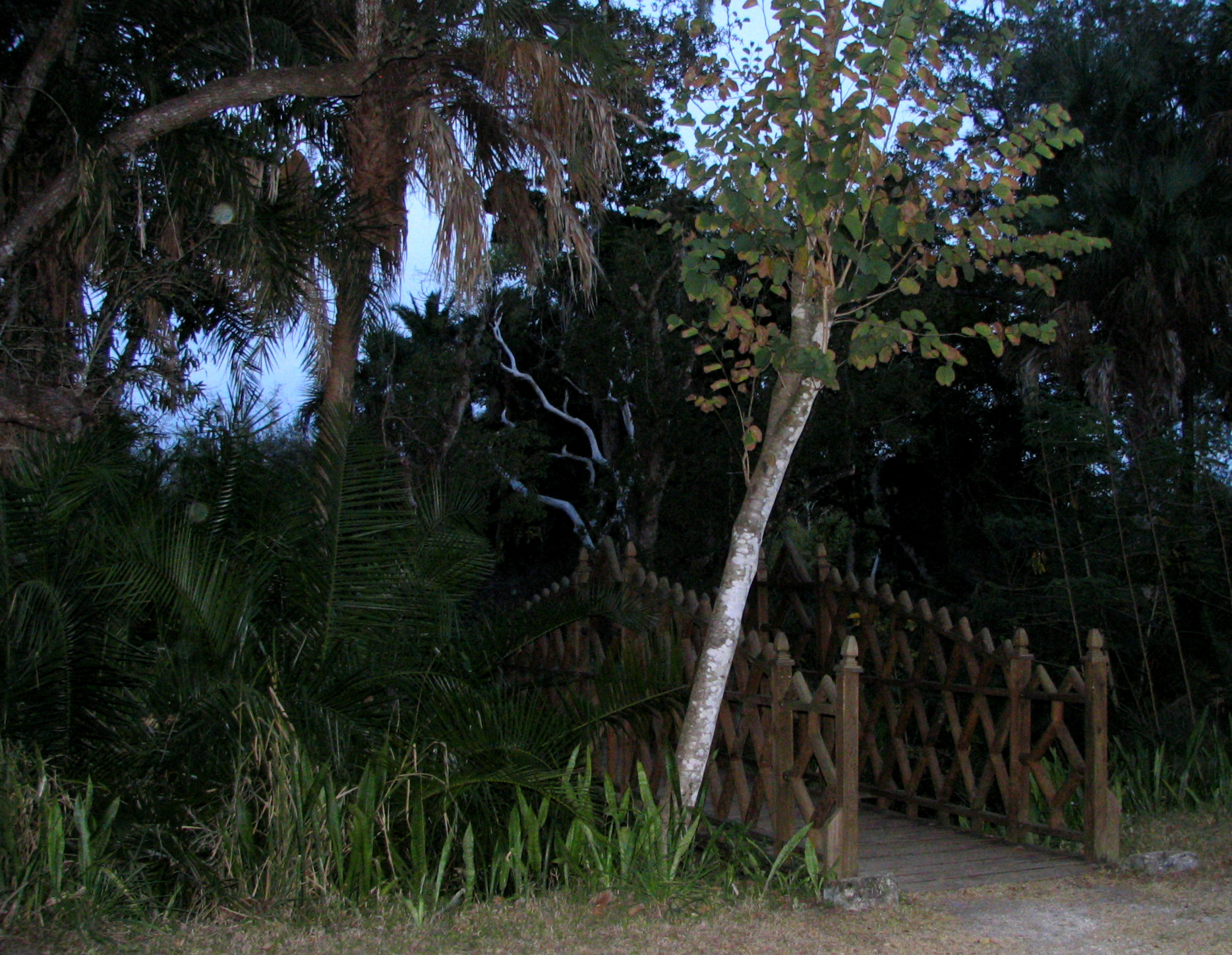
جسر زخرفي.
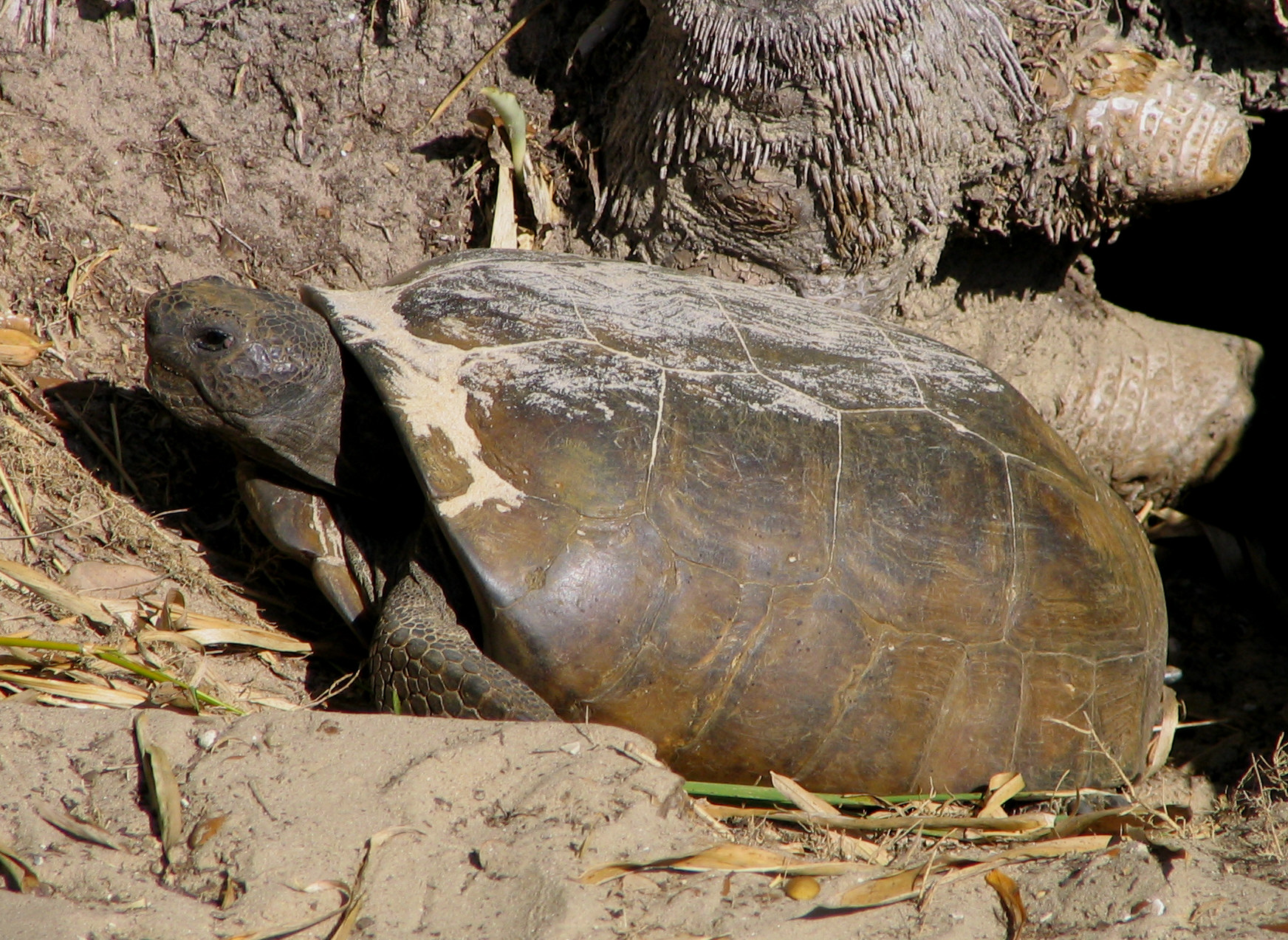
سلحفاة غوفرية في الحديقة.
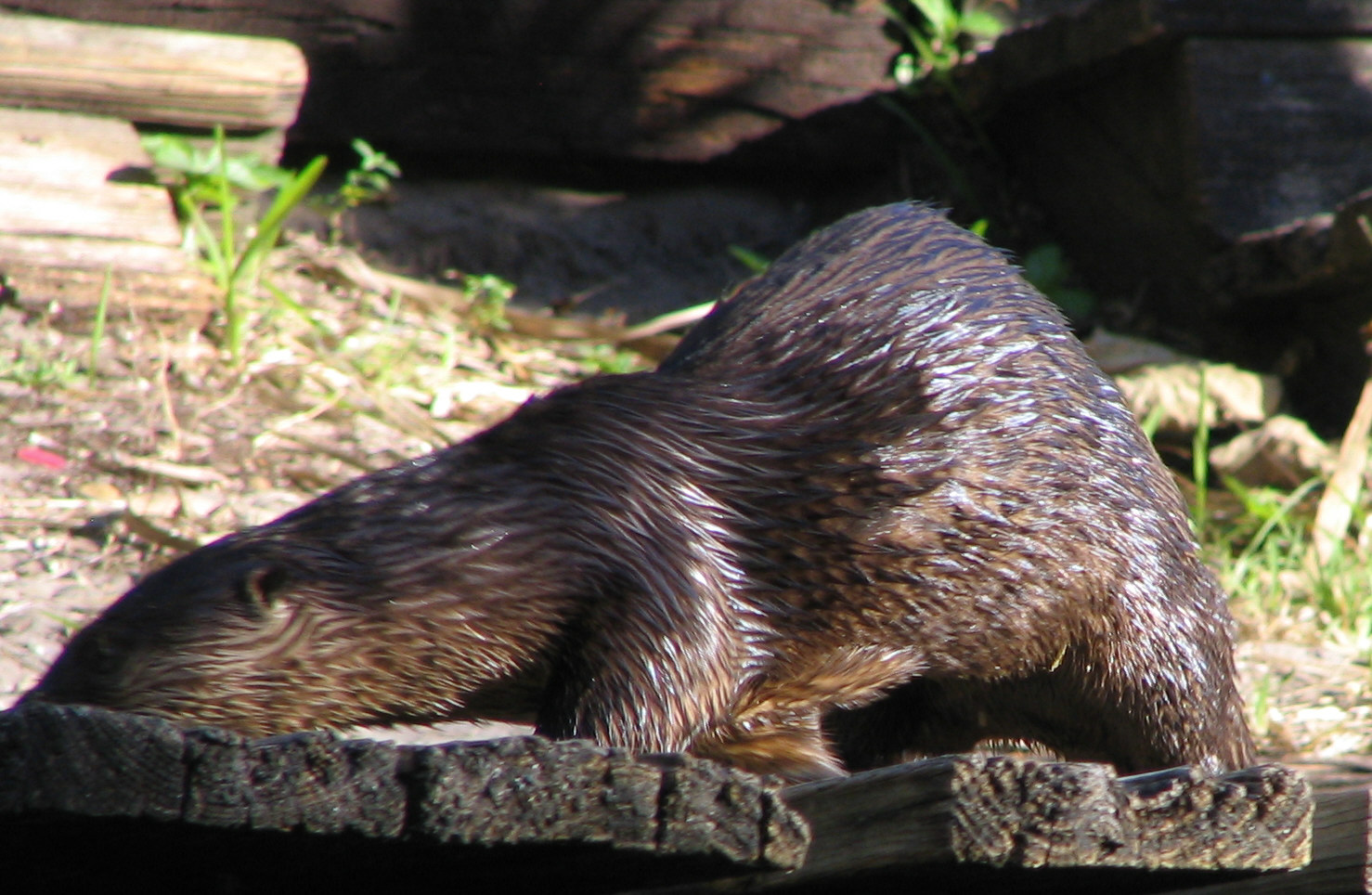
ثعلب الماء على نهر إيسترو.
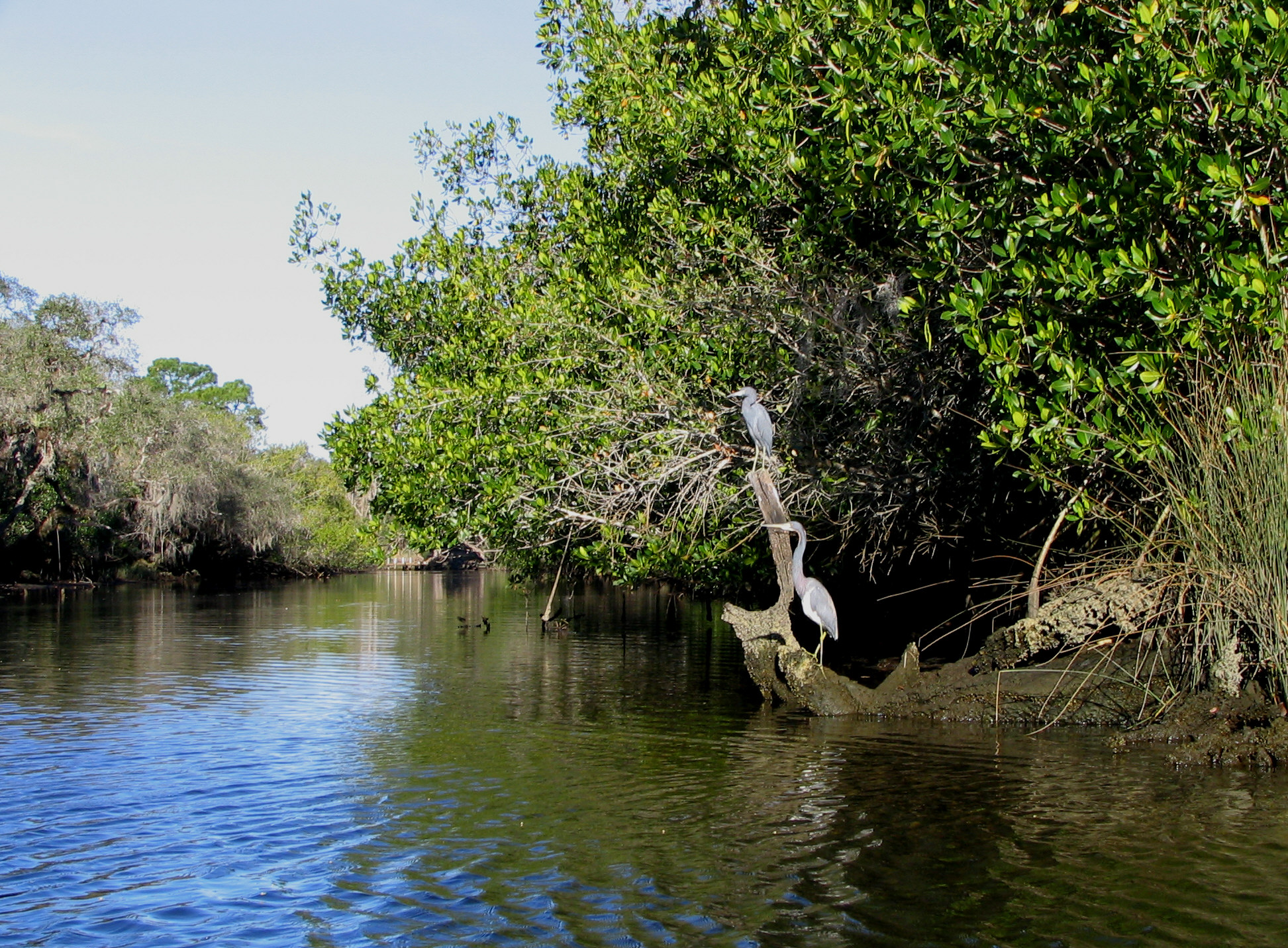
طيور البلشون على نهر إيستيرو.